# Kościół Najświętszej Maryi Panny Królowej Pokoju w Kłajpedzie
Kościół Najświętszej Maryi Panny Królowej Pokoju (lit. Marijos Taikos Karalienės bažnyčia) – rzymskokatolicka świątynia parafialna w litewskim mieście Kłajpeda.

## Historia
Wydanie zgody na budowę nastąpiło w 1956 roku. 30 sierpnia 1957 wmurowano kamień węgielny. Prace usprawniały datki wyznawców. Działacze Komunistycznej Partii Litwy, w tym jej przewodniczący, Antanas Sniečkus, przyczynili się do nieotworzenia kościoła w terminie – w 1961 budowniczych oskarżono o przekupstwo, a proboszcz parafii, L. Povilionis, został skazany na 8 lat więzienia. Mimo sprzeciwu wiernych w 1962 rozpoczęto częściową rozbiórkę świątyni. Rozebrano ołtarze oraz zniszczono płaskorzeźby.

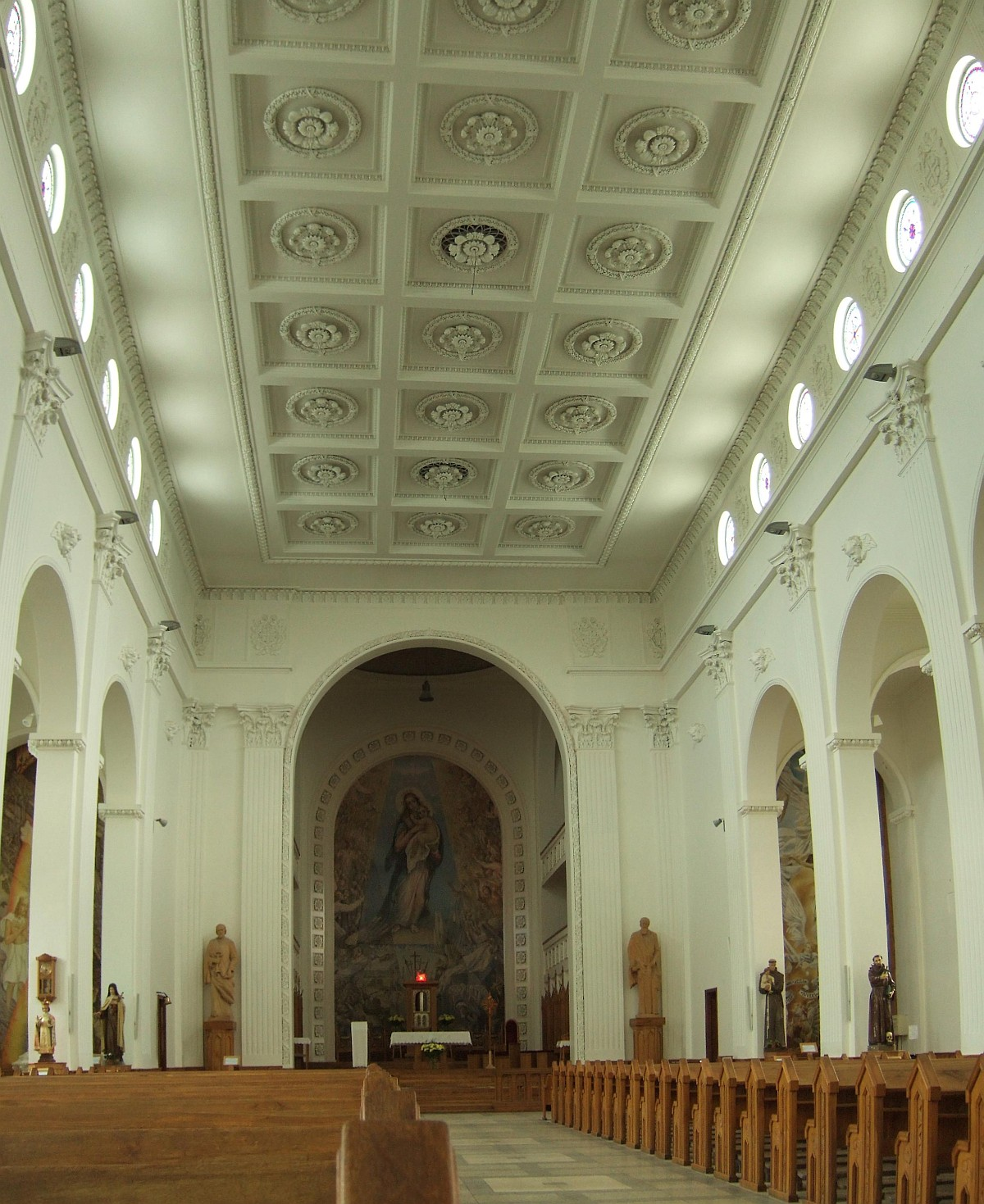
Wnętrze świątyni

 Budynek przekazano Litewskiej Filharmonii Ludowej, która przekształciła go w salę koncertową z 730 miejscami dla widowni. Społeczność katolicka około 20 razy pisała petycje do różnych urzędów z prośbą o zwrot kościoła. Rekordową liczbę podpisów, 148 149, zebrano w 1979. Zorganizowano również 10 wyjazdów do Moskwy – pierwszy w 1972, ostatni w 1987. W 1987 rząd litewski podjął decyzję o zwrocie kościoła katolikom. 20 lipca kościół uzyskał własnego proboszcza. 24 listopada 1988 w kościele filharmonia zorganizowała ostatni koncert, a jeszcze tego samego dnia zorganizowano pierwsze nabożeństwo. Na prace rekonstrukcyjne władze przekazały około pół miliona rubli. Litewscy franciszkanie w Stanach Zjednoczonych, ze wsparciem ks. B. Burneikisa ufundowali kosztujące 65 000 dolarów organy. Ksiądz Burneikis ufundował również kościelne dzwony. Zmarł on 10 września 1991, jego następcą został ks. Jonas Gedvila.

## Architektura
Świątynia modernistyczno-neoklasycystyczna, zaprojektowana przez Juozasa Baltrėnasa. Kościół jest długi na 63 i szeroki na 25 metrów. Wieża ma wysokość 70 metrów.